# Мужская сборная Египта по водному поло
Мужская сборная Египта по водному поло — национальная ватерпольная команда, представляющая Египет на международной арене. Управляющей организацией является Федерация плавания Египта (англ. Egyptian Swimming Federation).

## Результаты выступлений

### Олимпийские игры
| Год        | Место          | И              | В              | Н              | П              | ГЗ             | ГП             | +/-            |
| ---------- | -------------- | -------------- | -------------- | -------------- | -------------- | -------------- | -------------- | -------------- |
| 1900—1936  | не участвовали | не участвовали | не участвовали | не участвовали | не участвовали | не участвовали | не участвовали | не участвовали |
| 1948       | 7              | 7              | 1              | 3              | 3              | 18             | 24             | -6             |
| 1952       | 10             | 4              | 2              | 0              | 2              | 17             | 14             | +3             |
| 1956       | не участвовали | не участвовали | не участвовали | не участвовали | не участвовали | не участвовали | не участвовали | не участвовали |
| 1960       | 9              | 3              | 0              | 1              | 2              | 7              | 17             | -10            |
| 1964       | 12             | 2              | 0              | 0              | 2              | 7              | 19             | -12            |
| 1968       | 15             | 8              | 0              | 1              | 7              | 24             | 70             | -46            |
| 1972—2000  | не участвовали | не участвовали | не участвовали | не участвовали | не участвовали | не участвовали | не участвовали | не участвовали |
| 2004       | 12             | 7              | 0              | 0              | 7              | 26             | 94             | -68            |
| 2008—н. в. | не участвовали | не участвовали | не участвовали | не участвовали | не участвовали | не участвовали | не участвовали | не участвовали |

### Чемпионаты мира
| Год        | Место          | И              | В              | Н              | П              | ГЗ             | ГП             | +/-            |
| ---------- | -------------- | -------------- | -------------- | -------------- | -------------- | -------------- | -------------- | -------------- |
| 1973—1978  | не участвовали | не участвовали | не участвовали | не участвовали | не участвовали | не участвовали | не участвовали | не участвовали |
| 1982       | 15             | 7              | 1              | 0              | 6              | 28             | 117            | -89            |
| 1986       | не участвовали | не участвовали | не участвовали | не участвовали | не участвовали | не участвовали | не участвовали | не участвовали |
| 1991       | 15             | 7              | 1              | 0              | 6              | 62             | 93             | -29            |
| 1994—н. в. | не участвовали | не участвовали | не участвовали | не участвовали | не участвовали | не участвовали | не участвовали | не участвовали |

### Мировая лига
| Год       | Место          | И              | В              | Н              | П              | ГЗ             | ГП             | +/-            |
| --------- | -------------- | -------------- | -------------- | -------------- | -------------- | -------------- | -------------- | -------------- |
| 2002—2007 | не участвовали | не участвовали | не участвовали | не участвовали | не участвовали | не участвовали | не участвовали | не участвовали |
| 2008      | 10             | 8              | 3              | 0              | 5              | 67             | 118            | -51            |
| 2009—2022 | не участвовали | не участвовали | не участвовали | не участвовали | не участвовали | не участвовали | не участвовали | не участвовали |